# Isaac Chauncey
Isaac Chauncey (* 20. Februar 1772 in Black Rock, Colony of Connecticut, British America; † 27. Januar 1840 in Washington, D.C., USA) war ein US-amerikanischer Marineoffizier.

## Biografie

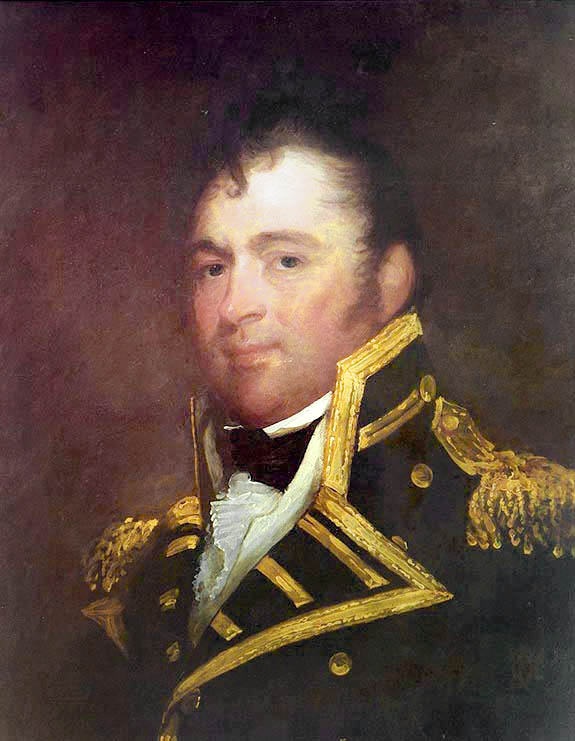
Kommodore Isaac Chauncey USN, Gemälde von Gilbert Stuart, um 1818

Isaac Chauncey wurde am 20. Februar 1772 in Black Rock im US-Bundesstaat Connecticut geboren. Er wurde bereits in jungen Jahren Seemann, erhielt mit 19 Jahren sein erstes Kommando und trat 1799 als Leutnant in die US Navy ein. Nachdem er im unerklärten Krieg mit Frankreich seine ersten militärischen Erfahrungen gesammelt hatte, beteiligte er sich ab 1802 am Ersten Barbareskenkrieg gegen die nordafrikanischen Barbareskenpiraten. Hierbei zeichnete er sich so aus, dass der Kongress die Verleihung eines Ehrenschwertes an ihn beschloss, dass ihm aber anscheinend nie übergeben wurde. Zeitweilig kommandierte er während dieser Operationen die Fregatte USS John Adams. Nach seiner Beförderung zum Kapitän 1806 wurde er beurlaubt, um das Handelsschiff Beaver auf einer Reise nach China zu führen. Hierbei erwarb er sich Respekt, als er sich dem Versuch eines britischen Kriegsschiffs, sein Schiff nach angeblichen Deserteuren und Kandidaten für eine Zwangsrekrutierung zu durchsuchen, widersetzte.
Nach seiner Rückkehr in die USA übernahm Chauncey 1807 das Kommando über den Navy Yard (Marinewerft) in Brooklyn. Auf den Ausbruch des Kriegs von 1812 mit Großbritannien hin erhielt er im Oktober 1812 das Kommando über die amerikanischen Marinestreitkräfte auf den Großen Seen und etwa 400 bis 500 Offiziere und Mannschaften. Chaunceys Hauptaugenmerk galt dem Aufbau einer schlagkräftigen Flotte auf dem Ontariosee durch den Schiffbauer Henry Eckford, wobei Sackets Harbor als wichtigste Basis diente. Anfangs verfügte er lediglich über zwei größere Schiffe, konnte deren Anzahl aber durch Rüstungsanstrengungen erheblich ausbauen. Die Unterstützung durch Chaunceys Schiffe spielte eine wichtige Rolle bei der Eroberung von York (heute Toronto) am 27. April und der Einnahme von Fort George am Niagara River am 27. Mai 1813. Chauncey profitierte davon, dass bei dem gleichzeitig stattfindenden Angriff des Anfang Mai von England nach Kanada geschickten britischen Kommodores Sir James Lucas Yeo auf Sackets Harbor (28. Mai) vor allem aufgrund der Halbherzigkeit des kanadischen Generalgouverneurs Sir George Prevost eine Einnahme des Ortes nicht gelang. Die trotzdem angerichteten Schäden verzögerten zwar die Fertigstellung des dort im Bau befindlichen Schiffs USS General Pike, verhinderten sie aber nicht. Am 23. Juli konnte Chauncey mit einer Flotte von zehn Schiffen auslaufen, die dem sechs Schiffe zählenden britischen Verband in allen Belangen deutlich überlegen war. Nach zwei ergebnislosen Scharmützeln auf lange Distanz zogen sich die Briten im September nach Kingston (Ontario) zurück.
Mit dem Verlust der beiden mit fast der gesamten Besatzung gesunkenen Schoner USS Hamilton und USS Scourge am 8. August 1813 musste Chaunceys Verband im Verlauf des Jahres einen empfindlichen Verlust hinnehmen. Während der Chauncey unterstellte Oliver Hazard Perry in der Schlacht auf dem Eriesee den dortigen britischen Flottenverband vernichtend schlagen konnte, kam es auf dem Ontariosee zu keinem entscheidenden Gefecht, da sowohl Chauncey als auch sein britischer Gegenpart Yeo den Verlust ihrer Flotte und damit eine möglicherweise kriegsentscheidende Niederlage nicht riskieren wollten. Auch die unterschiedliche Bewaffnung spielte eine wesentliche Rolle dabei, eine Entscheidungsschlacht zu verhindern. Während die Amerikaner vor allem mit Langrohrgeschützen ausgerüstet waren, mit denen sie auf lange Distanzen überlegen waren, verfügten die Briten vor allem über die auf kurze Entfernungen äußerst destruktiven Karronaden. Da sich jede Seite nur unter für sie günstigen Umständen auf einen Kampf einlassen wollte, kam dieser nicht zustande, da es eine solche eindeutige Situation zumindest aus Sicht der beiden Kommandeure nicht gab. Einige seiner Offiziere warfen Chauncey eine zu defensive Vorgehensweise vor, da er Phasen eindeutiger amerikanischer Überlegenheit nicht zu einem entscheidenden Schlag gegen die Briten nutzte. Nach dem Urteil eines Historikers litt Chauncey an einer „bei Marineoffizieren häufigen Krankheit: Er fürchtete die Niederlage mehr, als er den Sieg erhoffte“.
Im Rüstungswettlauf im Winter 1813/1814 zog Chauncey anfangs den kürzeren, da Yeo im Frühjahr 1814 mit zwei neuen Fregatten als erster in See stechen und den amerikanischen Verband in Sackets Harbor einschließen konnte. Diese Blockade konnten die Briten bis zum 6. Juni aufrechterhalten. Als Chauncey am 9. August mit seinem um die schweren Fregatten USS Superior (62 Kanonen) und USS Mohawk (42 Kanonen) verstärkten und dadurch den Briten überlegenen Verband in See stach, konnte er zwar eine Zeit lang die Seeherrschaft auf dem Ontariosee sichern und Yeo in Kingston blockieren, sie aber wieder nicht zu einem entscheidenden Gefecht stellen. Yeo gelang es im Oktober, das Linienschiff HMS St. Lawrence (112 Kanonen) fertigzustellen, worauf sich Chauncey seinerseits nach Sackets Harbor zurückzog. Dies ermöglichte es Yeo, der von überlegenen US-Truppen bedrohten britischen Armee von Generalleutnant Gordon Drummond auf der Niagara-Halbinsel zur Hilfe zu kommen. Der auf beiden Seiten weiter betriebene Rüstungswettlauf wurde durch das Ende des Kriegs 1815 abgebrochen.
Chauncey erhielt nun das Kommando über den Portsmouth Navy Yard in Kittery. 1816–1818 führte er die Mittelmeerschwadron der US Navy und gehörte 1821–1824 dem Board of Navy Commissioners in Washington an, einer dem US-Marineministerium unterstellten Behörde, die für den Bau und die Ausrüstung von Kriegsschiffen zuständig war. Anschließend wurde er Kommandant des Navy Yard von New York und kehrte 1833 nach Washington in das Board of Navy Commissioners zurück, dessen Leitung er 1837 erhielt. Isaac Chauncey starb am 27. Januar 1840 in Washington.
Die US Navy hat ihn durch die Verleihung seines Namens an drei Kriegsschiffe geehrt.